# Knovíz
Knovíz (en allemand : Knobis) est une commune du district de Kladno, dans la région de Bohême-Centrale, en Tchéquie. Sa population s'élevait à 580 habitants en 2020.

## Géographie
Knovíz se trouve à 5 km à l'est-sud-est du centre de Slaný, à 9 km au nord de Kladno et à 27 km à l'ouest-nord-ouest de Prague.
La commune est limitée par Slaný au nord, par Podlešín et Želenice à l'est, par Brandýsek au sud, par Pchery au sud-ouest et par Jemníky à l'ouest.

## Histoire
La première mention écrite de la localité date de 1088.

## Patrimoine

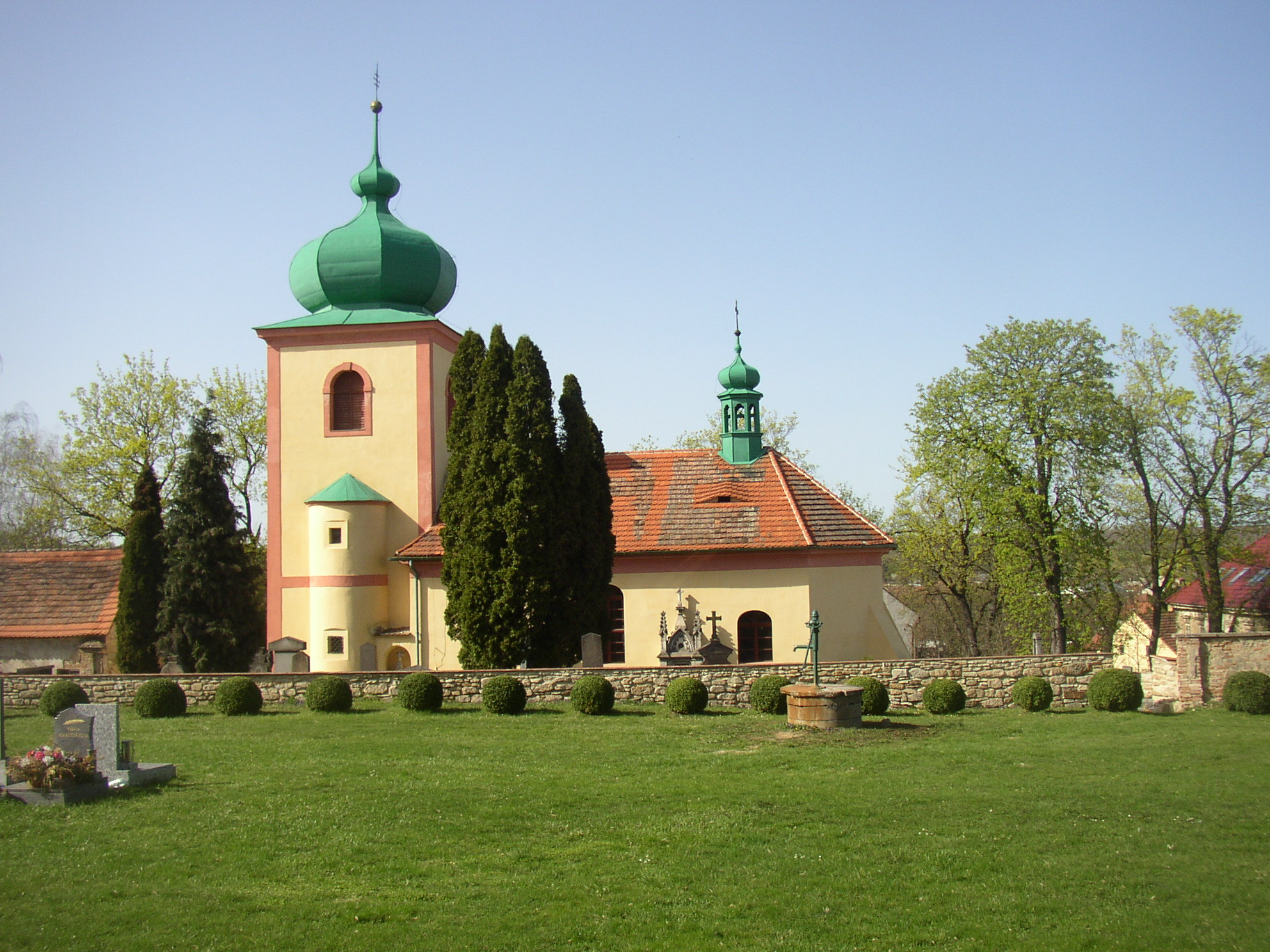
Knovíz : l'église de Tous-les-Saints.